# Shaike Ophir
Yeshayahu (Shaike) Goldstein-Ophir, conocido como Shaike Ophir (n. en Jerusalén el 4 de noviembre de 1929 – f. en Tel Aviv el 17 de agosto de 1987; en hebreo: שייקה אופיר‎: שייקה אופיר) era un actor de cine y comediante israelí, y el primer mimo del país.

## Biografía
Nació en el seno de una tradicional familia de Jerusalén, cuyas raíces en la ciudad se remontan a mediados del siglo XIX.
De adolescente comenzó a estudiar actuación, pero dejó la escuela en los años 1940 para unirse al Palmaj. Durante la guerra árabe-israelí de 1948 escoltó convoyes a la ciudad sitiada de Jerusalén, y participó en batallas navales.
Se casó dos veces y tuvo dos hijos, uno de cada esposa. Tanto su hija Karin como su hijo Elad son actores.
Era un fumador empedernido y murió de cáncer de pulmón en 1987, a los 58 años de edad.

## Carrera actoral

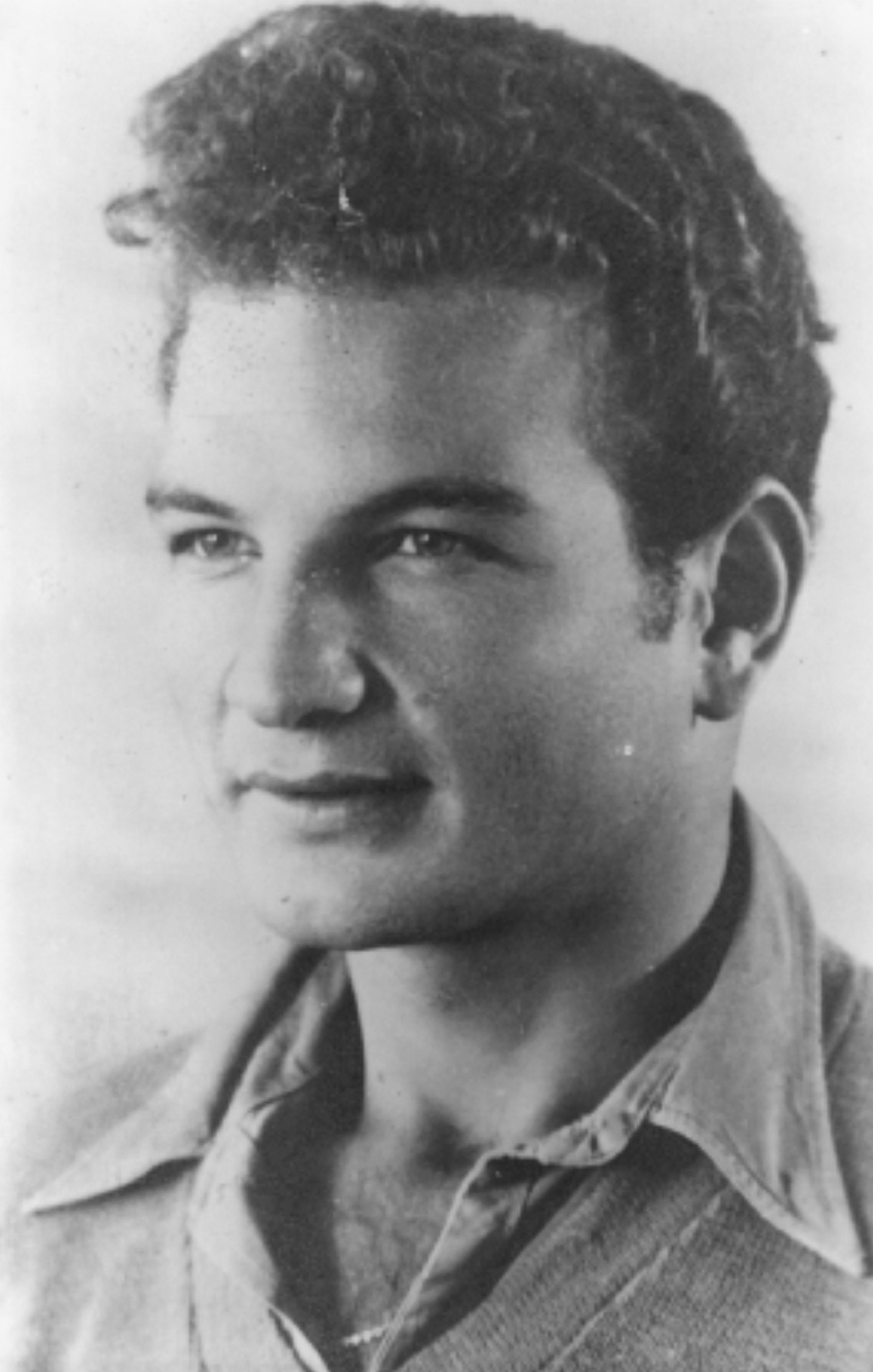
Ophir en el Palmaj.

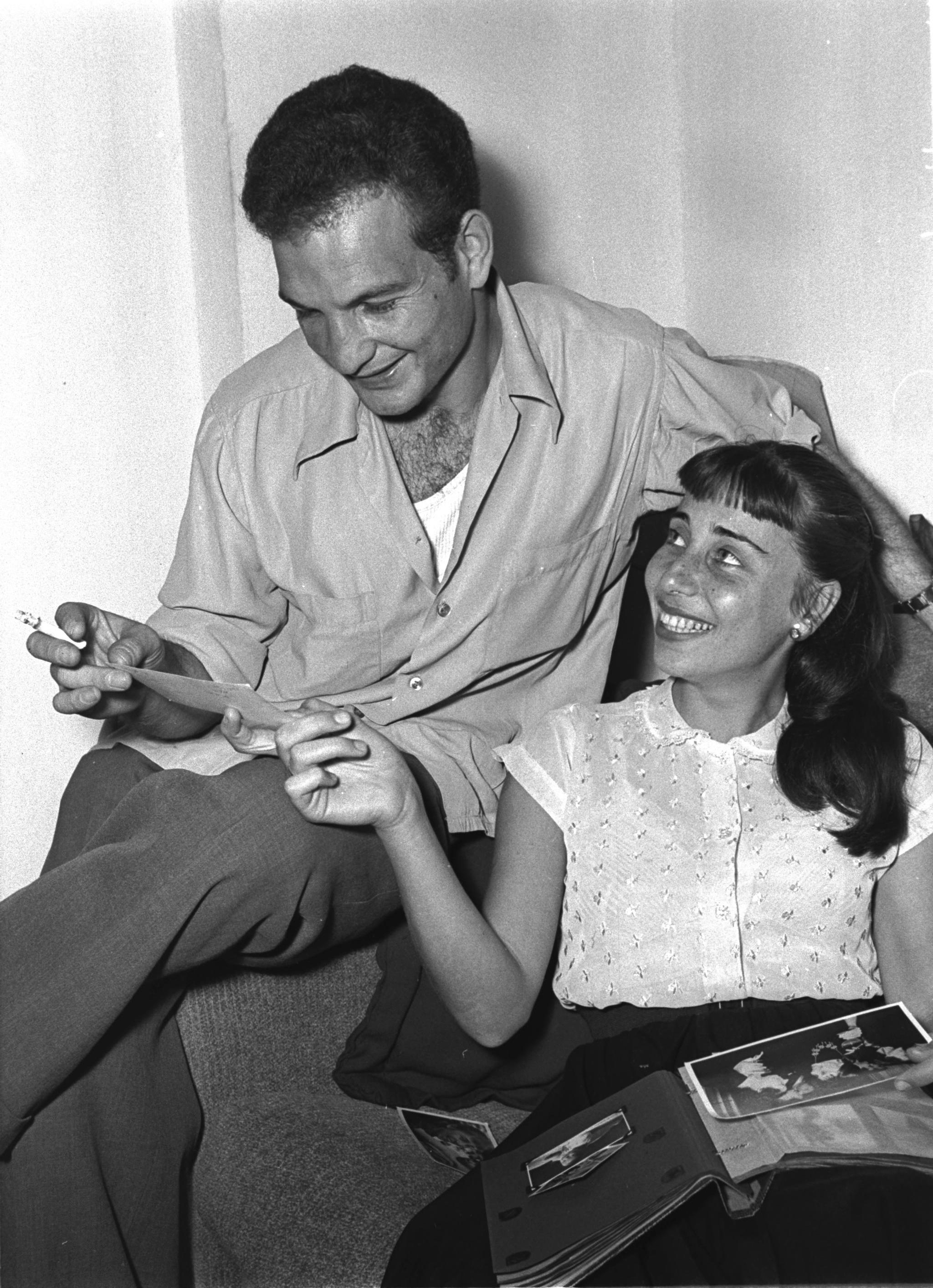
Shaike Ophir y su primera mujer, Ohela Halevi, en 1954.

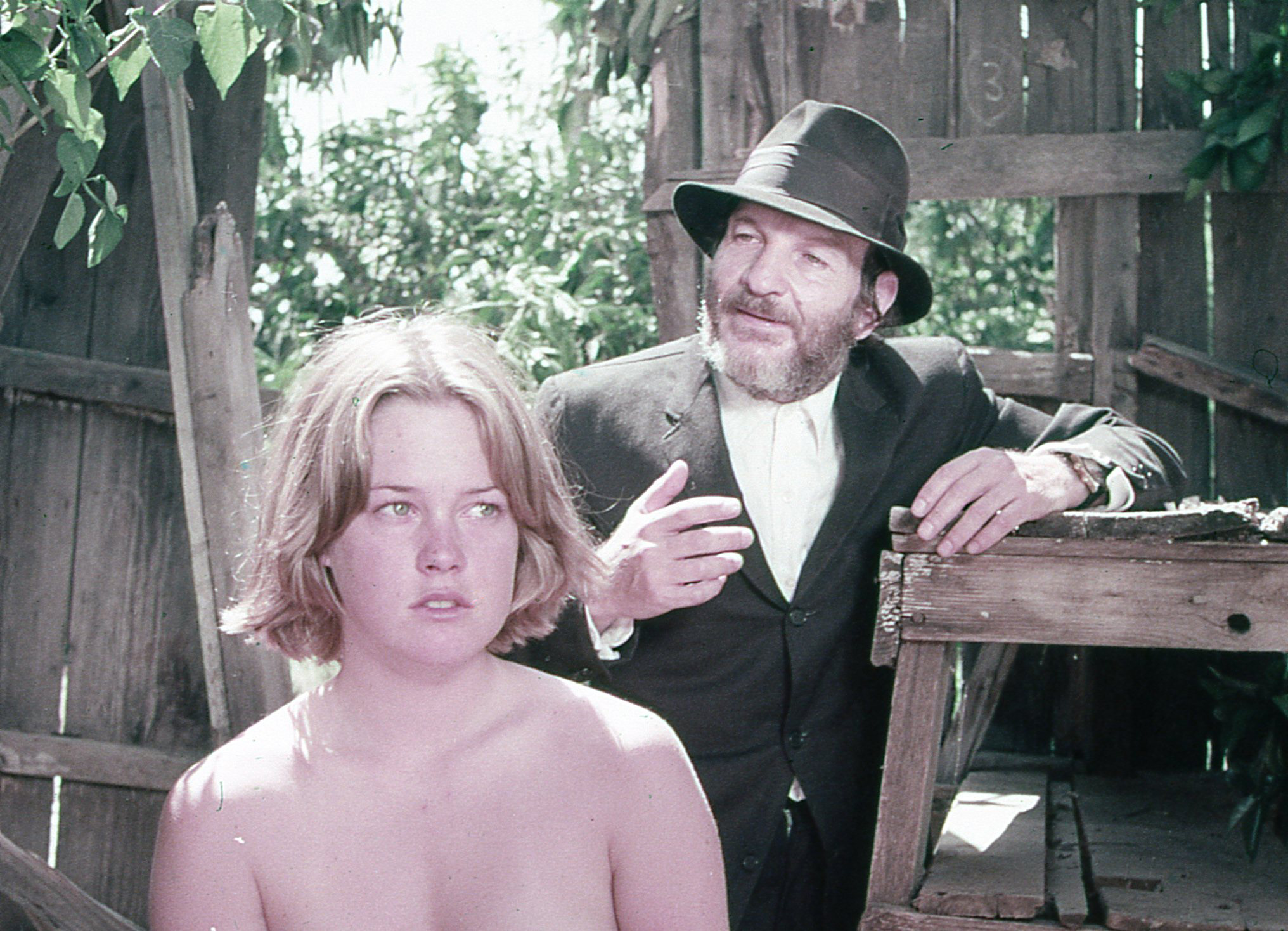
Shaike Ophir y Melanie Griffith durante la grabación de la película Ha-Gan.

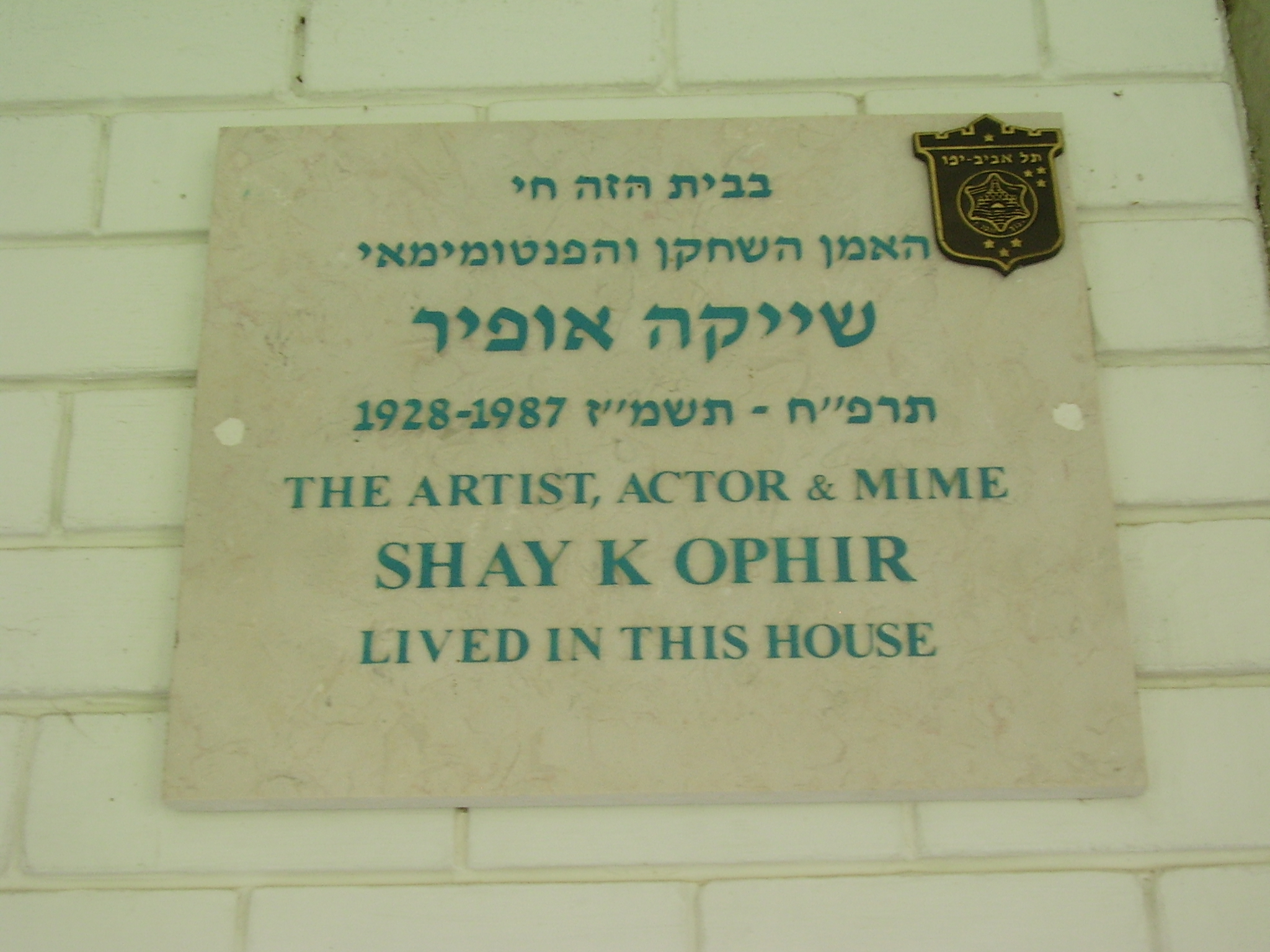
Placa conmemorativa dedicada al actor en Tel Aviv.

Gracias a sus habilidades cómicas fue aceptado en el Chezbatron, un grupo de entretenimiento del ejército.
En la década de 1950,  se hizo reconocido como artista multidisciplinario. Incluso grabó algunas canciones en este período.
A finales de la década de 1950 y comienzos de la de 1960, fue estrella invitada en varios programas estadounidenses como Shirley Temple's Storybook y Alfred Hitchcock presenta (en el episodio "The Waxwork"). En sus presentaciones y películas fuera de Israel usaba el nombre Shai K. Ophir.
Actuó en 28 películas, escribió, dirigió y protagonizó numerosos shows de variedades y fue un destacado mimo, habiendo estudiado con el famoso mimo francés Étienne Decroux, también maestro de Marcel Marceau, junto al cual actuaría Ophir. Fundó su propia compañía de mimos en Israel. Consiguió fama internacional con la película Ha-Shoter Azoulay (conocida en español como El policía, donde interpretaba al protagonista, el policía Azoulay), dirigida por Ephraim Kishon, que ganó un Globo Dorado como Mejor Película en Lengua Extranjera (1972) y estuvo nominada a un premio Óscar como mejor película en habla no inglesa en el mismo año. También actuó en otras películas del mismo director, entre ellas Ervinka, El canal de Blaumilch y The Fox in the Chicken Coop, y la película de 1973 de Moshé Mizrahi, Abu el banat (Vamos a por el... niño). En 1977 protagoniza Ha-Gan (El jardín) junto a Melanie Griffith.
En 1985, protagonizó en una adaptación teatral de la novela infantil King Matt the First, de Janusz Korczak, donde interpretó siete papeles distintos. Esta obra fue muy exitosa y estuvo en cartelera tres años. En esta época Ophir fue diagnosticado con cáncer de pulmón, del que moriría en 1987. En teatro también se desempeñó como director del grupo de comedia HaGashash HaHiver, y también escribió mucho material cómico para ellos. También dirigió la película israelí Hamesh Ma'ot Elef Shahor, y escribió el guion de 4 películas. Escribió y actuó en muchos sketchs y rutinas cómicas, de las cuales varias son todavía populares en Israel hoy.
Asimismo fue parte del reparto de la película de Chuck Norris, The Delta Force.

## Filmografía

### Cine
- 1956 - B'Ein Moledet
- 1956 - Ma'aseh B'Monit
- 1963 - El Dorado
- 1964 - Shemona B'Ekevot Ahat
- 1964 - Hor B'Levana
- 1964 - Dalia Vehamalahim
- 1966 - Moishe Ventilator
- 1967 - Ervinka
- 1968 - Ha-Shehuna Shelanu
- 1969 - Te'alat Blaumilch
- 1971 - El policía
- 1972 - Shod Hatelephonim Hagadol
- 1973 - Vamos a por el... niño
- 1973 - La casa en la tercera calle
- 1975 - Yi'ihiyeh Tov Salmonico
- 1975 - Golpe de mil millones de dólares
- 1977 - Hamesh Ma'ot Elef Shahor
- 1977 - Ha-Gan
- 1977 - Gonev Miganav Patoor
- 1977 - Mivtsa Yonatan
- 1978 - Ha-Shu'al B'Lool Hatarnagalot
- 1979 - El mago de Lublin
- 1979 - Ta'ut Bamispar
- 1985 - Las minas del rey Salomón
- 1986 - Delta Force
- 1986 - America 3000
- 1987 - M.A.S.H.A.
- 1987 - Sleeping Beauty

### Televisión
- 1958 - Shirley Temple's Storybook (episodio: Rumpelstiltskin)
- 1958 - Hansel and Gretel (película para televisión)
- 1958 - Climax! (episodio: Spider web)
- 1959 - Alfred Hitchcock presenta (episodio: The waxwork)
- 1960 - The Fifth Column (película para televisión)
- 1960 - Buick-Electra Playhouse (episodio: The Fifth Column)
- 1960 - Sunday Showcase (episodio: Turn the Key Deftly)
- 1967 - Humoresken in de Humorhal (película para televisión)
- 1969 - Ramon Yendias Flucht (película para televisión)
- 1971 - Carlos (película para televisión)

## Premios y conmemoración
El premio de la Academia de Cine de Israel lleva su nombre en su honor.